# Campeonato de Fútbol de Costa Rica 1929
La temporada 1929 de la Liga Nacional fue la 9.ª edición de la máxima categoría del sistema de Ligas costarricenses de fútbol.
La grave crisis económica a nivel mundial generaba en todas partes un aire de inestabilidad, pero el fútbol siempre estaba para los aficionados. En esta temporada, La Libertad conquistó su tercer título de liga tras una temporada ausente al superar por cinco puntos al segundo clasificado y entonces campeón defensor Alajuelense. Por segunda vez en su historia, los libertos se alzaron con el trofeo de manera invicta con un récord de cinco triunfos y un empate.

## Sistema de competición
La competición constó de un grupo único integrado por cuatro clubes. Siguiendo un sistema de liga, los cuatro clubes se enfrentaron todos contra todos en dos ocasiones sumando un total de 6 jornadas. La clasificación final se estableció con arreglo a los puntos obtenidos por los equipos en cada enfrentamiento, a razón de dos por partido ganado, uno por empatado y ninguno en caso de derrota.

## Clubes participantes
Cuatro equipos tomaron parte de la temporada de la Liga Nacional de Fútbol.
| Equipo              | Ciudad   | Estadio  |
| ------------------- | -------- | -------- |
| Alajuelense         | Alajuela | Nacional |
| Gimnástica Española | San José | Nacional |
| Herediano           | Heredia  | Nacional |
| La Libertad         | San José | Nacional |

## Desarrollo
Para la campaña de 1929 únicamente se inscribieron cuatro equipos lo que vino a sanear un poco el ritmo competitivo de la liga ya que la experiencia de anteriores torneos demostró que cuando jugaban muchas representaciones no todas terminaban el torneo. En esta ocasión todos excepto la Gimnástica habían sido campeones en alguna temporada pasada.
El campeonato de liga se trató de un asunto que se disputó prácticamente solo entre libertos y manudos que hasta ese momento era el campeón defensor del torneo ganado en 1928, sin embargo en la tabla general fueron superados sin apelaciones con cinco puntos de ventaja en un torneo que fue relativamente corto ya que solo constó de dos vueltas que se desglosaron en6 jornadas.
La hazaña liberta de obtener el título invicto se manifestó al finalizar el torneo con un récord de cinco triunfos y un empate y derrotando en los dos partidos correspondientes entre ambos a los manudos, primero con marcador de seis por cuatro y en la segunda vuelta con un contundente tres a cero.
Con el título de liga en el bolsillo, el once josefino celebraba en grande ya que también se había anexado anteriormente la Copa Federación en la que derrotó al Herediano en un único encuentro que finalizó tres a dos.

### Clasificación
| Pos. | Equipo              | Pts. | PJ | G | E | P | GF | GC | Dif. | Notas |
| ---- | ------------------- | ---- | -- | - | - | - | -- | -- | ---- | ----- |
| 1    | C. S. La Libertad   | 11   | 6  | 5 | 1 | 0 | 17 | 6  | +11  |       |
| 2    | L. D. Alajuelense   | 6    | 6  | 3 | 0 | 3 | 16 | 13 | +3   |       |
| 3    | Gimnástica Española | 5    | 6  | 2 | 1 | 3 | 4  | 5  | −1   |       |
| 4    | C. S. Herediano     | 1    | 6  | 0 | 1 | 5 | 6  | 19 | −13  |       |

 Fuente: RSSSF
Criterios de clasificación: Puntos · Diferencia de goles · Goles a favor
|                                               |
|                                               |
| Campeón invicto C. S. La Libertad 3.er título |

## Estadísticas

### Plantilla del campeón
La nómina completa de la temporada 1929 de La Libertad que se proclamó campeón por tercera vez, en una temporada que también ganó la copa de forma invicta.
1. Aguinaldo Fonseca
2. Antonio Bermúdez
3. Braulio Valverde
4. Carlos Ulloa
5. Humberto Saborío
6. Jorge Hernández
7. José J. Fonseca
8. Juan Gobán
9. Luis Montero
10. Oscar Piedra
11. Pedro Quirce
12. Rafael Madrigal
13. Ricardo Bermúdez
14. Salvador Tabash
15. Simeón Apéstegui
16. Virgilio Soto

### Otros datos
- Máximo goleador: Rafael Madrigal con 8 goles (C. S. La Libertad)[2]
- Total de goles marcados: 43
- La Libertad obtuvo su segundo torneo en forma invicta, por lo que repitió la hazaña de la campaña de 1925.
- El Herediano registró solo un punto en todo el torneo siendo el registro más bajo del cuadro rojiamarillo.
- Se produce la primera salida de un equipo costarricense a Cuba, en ese país antillano La Libertad realizó una corta gira de tres encuentros en donde ganó en una oportunidad y perdió en dos ocasiones. Los fogueos fueron disputados en el mes de mayo contra el equipo Hispano América.